# Apeadeiro de Sisto
O Apeadeiro de Sisto é uma gare encerrada da Linha do Norte, que servia a localidade de Sisto, no distrito de Aveiro, em Portugal.

## História

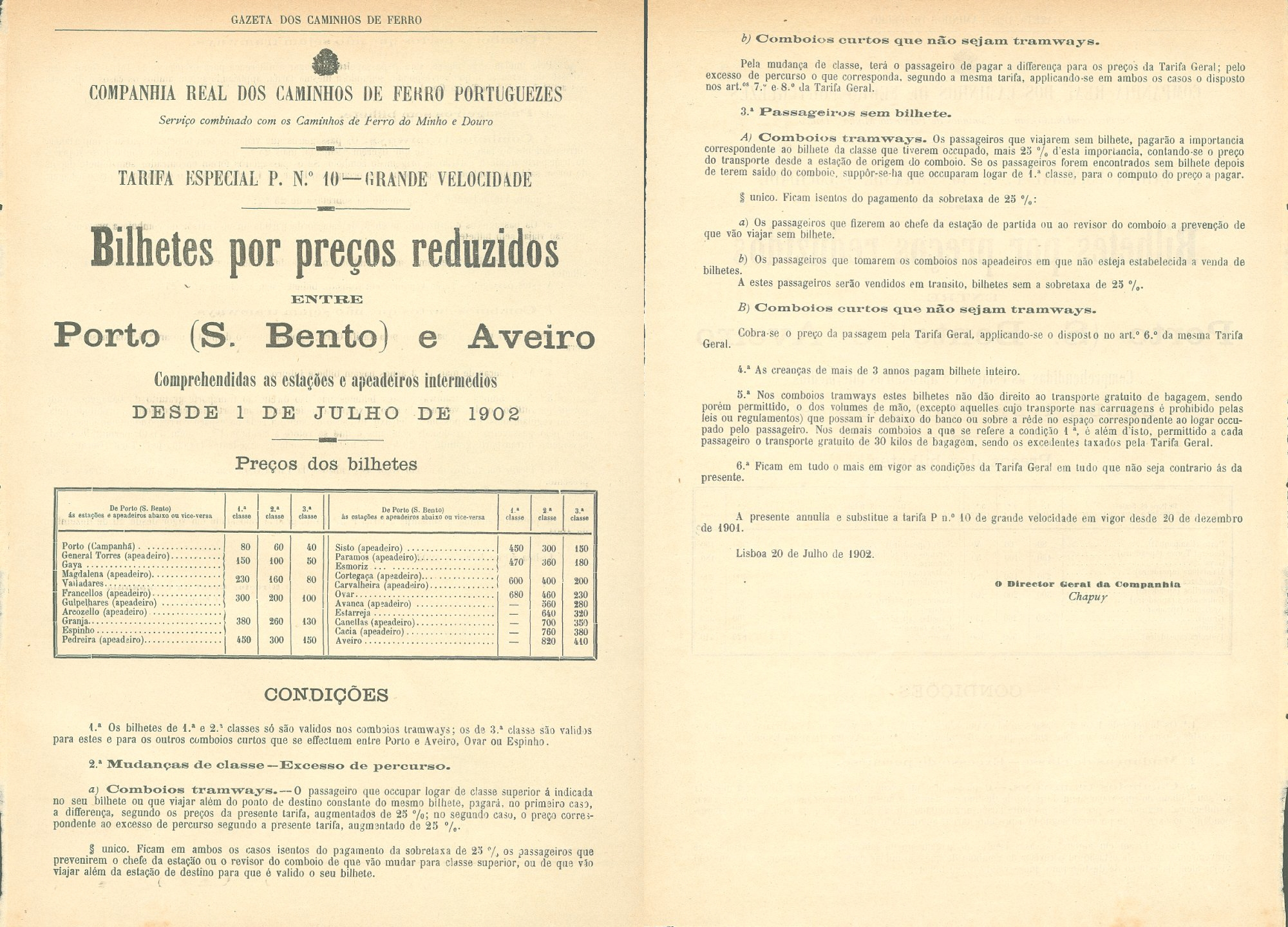
Anúncio de 1902 da Companhia Real, para descontos nos bilhetes entre São Bento e Aveiro, incluindo o Apeadeiro de Sisto.

Este apeadeiro encontra-se no troço da Linha do Norte entre Vila Nova de Gaia e Estarreja, que entrou ao serviço em 8 de Julho de 1863, pela Companhia Real dos Caminhos de Ferro Portugueses.
Em 1912, iniciou-se a construção de uma variante da Linha do Norte entre o apeadeiro de Sisto e a Estação de Granja, uma vez que se previa que o avanço da linha costeira poderia atingir a via férrea, embora este plano tenha sido posteriormente abandonado.
Nos horários de Junho de 1913, o Apeadeiro de Sisto era servido apenas pelos comboios tramways entre Porto-São Bento e Aveiro.
Um despacho de 29 de Abril de 1940, publicado no Diário do Governo n.º 104, II Série, de 6 de Maio de 1940, autorizou um projecto de aviso ao público da Companhia dos Caminhos de Ferro Portugueses, relativo à abertura do Apeadeiro de Silvade, e ao encerramento dos apeadeiros de Sisto e Pedreira. Pelo mesmo motivo, a Companhia emitiu um projecto para a modificação das tarifas, que foi aprovado por um diploma publicado no Diário do Governo, Série II, de 12 de Novembro de 1940.